# 佐伯市立蒲江小学校
佐伯市立蒲江小学校（さいきしりつ かまえしょうがっこう）は、かつて大分県佐伯市蒲江にあった公立小学校である。

## 概要
2017年（平成29年）4月1日に旧蒲江町の6小学校・1分校を統合して佐伯市立蒲江翔南小学校が開校することに伴い、3月31日を以て閉校した。卒業生の総数は4,676人。

### 深島分校
2004年から休校となっている。佐伯市立蒲江翔南小学校の開校に伴い、佐伯市立蒲江翔南小学校深島分校となった。
- 郵便番号 - 876-2401
- 所在地 - 佐伯市蒲江大字蒲江浦3276番地3

## 沿革
- 1874年 - 蒲江番所に学校を設置。
- 1887年 - 蒲江簡易学校に改称。
- 1892年 - 蒲江尋常小学校に改称。猪串分校を設置。
- 1897年 - 高等科を設置。蒲江尋常高等小学校に改称。
- 1909年 - 現在地に移転。
- 1911年 - 町制施行により、蒲江町立蒲江尋常高等小学校に改称。
- 1913年 - 屋形島分校を設置。
- 1941年 - 蒲江町立蒲江国民学校に改称。
- 1947年 - 蒲江町立蒲江小学校に改称。
- 1959年 - 深島分校が深島小学校として分離独立。
- 1963年 - 猪串分校が猪串小学校として分離独立。
- 1982年 - 屋形島分校が休校となる（1992年廃校）。
- 1998年 - 深島小学校が再び蒲江小学校深島分校となる。
- 2004年 - 深島分校が休校となる。
- 2005年 - 蒲江町が、佐伯市、南海部郡4町3村と合併し、新たに佐伯市が発足。佐伯市立蒲江小学校に改称[3]。
- 2017年3月5日 - 閉校式挙行[1]。
- 2017年3月31日 - 閉校。
- 2017年4月1日 - 深島分校が佐伯市立蒲江翔南小学校深島分校となる。

## 通学区域
蒲江小学校の通学区域には以下の区域が指定されていた。
- 蒲江大字蒲江浦（深島を除く）

以下の区域は、深島分校に通学する。ただし、2004年から休校となっている。
- 蒲江大字蒲江浦（深島）